# Bultaco Brinco
La Bultaco Brinco es un vehículo eléctrico de dos ruedas que está a medio camino entre una motocicleta y una bicicleta (moto-bike). Se comenzó a comercializar en 2015 por 4 800 euros.

## Producción

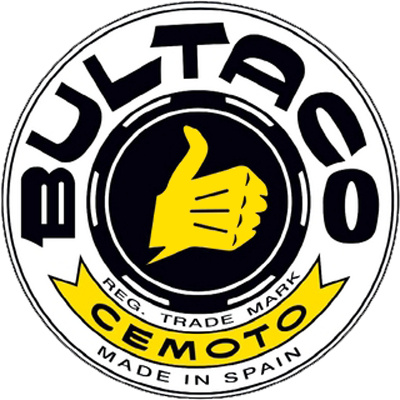
Antiguo logo de Bultaco.

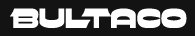
Logo de Bultaco Motors.

En 1983 la familia Bultó cerró la fábrica de Bultaco. En 2014, 31 años después de su desaparición, un grupo de ingenieros e inversores decidieron recuperar la marca como Bultaco Motors.
La empresa Bultaco Motors empezó su andadura con una inversión de 20 millones de euros. Recibió una subvención de un millón y medio de euros de la UE por la centralita electrónica Adaptcontrol.
La producción se inició en julio de 2015 en la planta de fabricación que Bultaco Motors tiene en Montmeló (Barcelona). Tiene capacidad para 50 000 vehículos al año. Empezó fabricando unas 200 unidades al mes y proyectaba vender en 2015 unas 2 000 unidades. La producción prevista para 2016 era de 5 000 motos.
El 60% de los componentes proceden de proveedores situados a menos de 100 kilómetros de Montmeló debido a la existencia de un cluster de componentes para la moto en Barcelona.
En 2015 la empresa contaba con 60 trabajadores y tenía la previsión de incrementar la plantilla hasta las 100 personas en 2020.

## Características

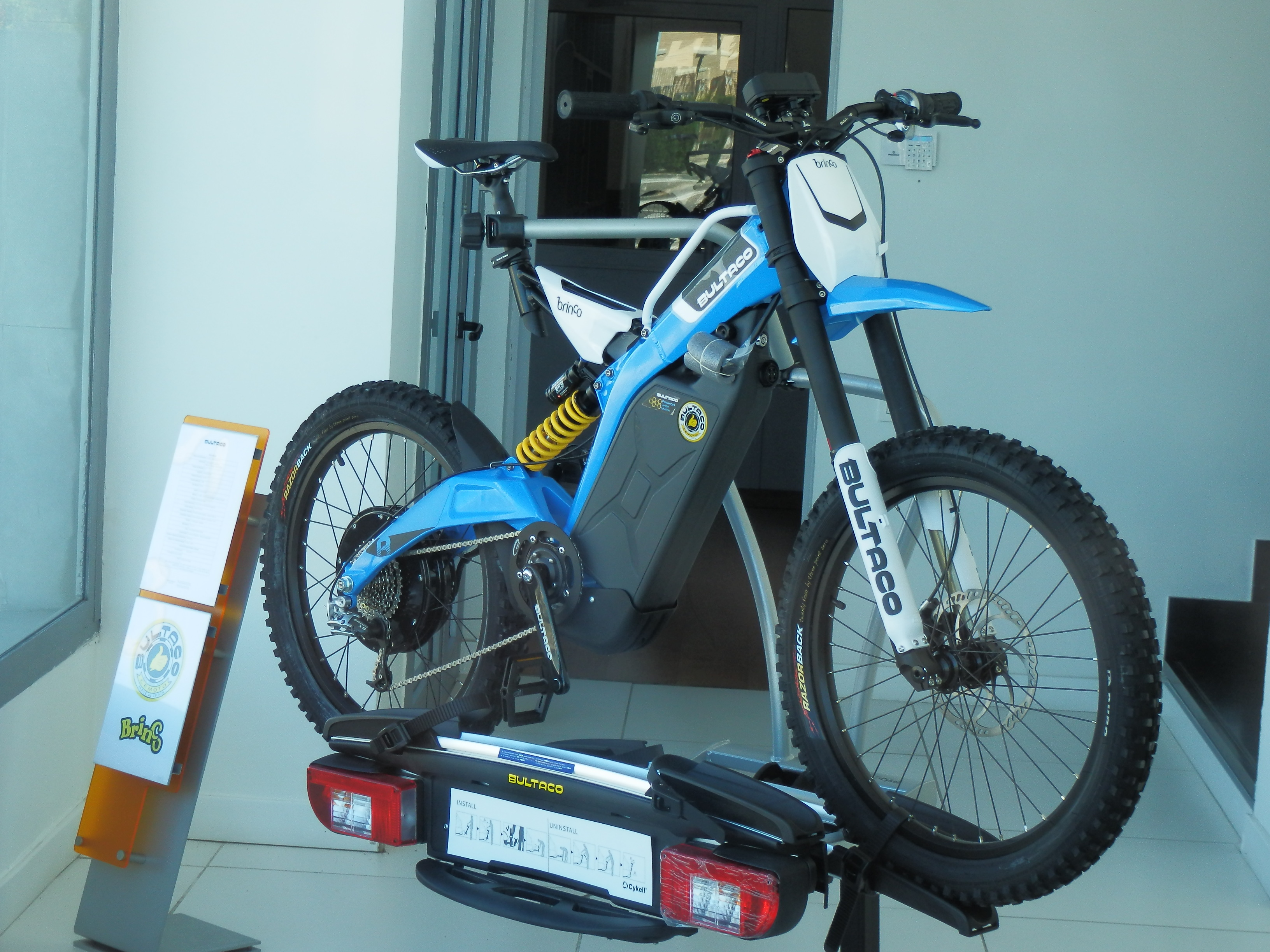
Bultaco Brinco

Es un vehículo eléctrico ligero que pesa 39 kg con la batería incluida.
La velocidad máxima sin asistencia de pedaleo es de 60 km/h.
Dispone de acelerador en el puño para administrar la potencia eléctrica. Dispone de pedales que permiten impulsarlo de forma independiente.

### Motor
El motor eléctrico está integrado en la rueda trasera. Es un motor trifásico de imanes permanentes sin escobillas.
La potencia máxima es de 2 kW (3 CV) con un par máximo de 60 N·m. El par máximo está disponible desde 0 rpm.
La refrigeración es pasiva por aire. Dispone de sensores de velocidad y temperatura integrados.

### Unidad de control
Controlador DC/AC trifásico con una potencia máxima de 50V-55A.
Dispone de 3 modos de conducción seleccionables:
- Sport: 2 kW
- Tour: 1,5 kW
- Eco: 0,9 kW

La deceleración regenerativa recupera energía y la inyecta en la batería.
Dispone de un sistema de autodiagnosis integrado.

### Batería
La batería extraíble de Li-Ion tiene una capacidad de 1,3 kWh y pesa 8 kg.
La capacidad nominal es de 26,1 Ah.
Utiliza la misma célula de batería que los automóviles Tesla. La célula de batería está fabricada por Samsung y Panasonic.
La gestión integrada de batería la realiza el Power Cell Li-Ion Matrix.

### Autonomía
La autonomía depende del modo de conducción.
Sport: hasta 50 km.
Tour: hasta 75 km.
Eco: hasta 100 km a una velocidad media de 25 km/h.

### Carga
Dispone de un cargador portátil de alto rendimiento especiífico para el Power Cell Li-Ion Matrix de Bultaco Brinco.
La potencia es de 465 w.
La entrada de corriente es de 110 Vac - 240 Vac.
La salida es de 58,1 Vdc / 8A.
El tiempo de recarga es de:
0%-100% - 3,5h
0%-95%   - 3h
0%-80%   - 2h
El cargador externo se enchufa en cualquier toma doméstica de 220 V. La batería se puede extraer del vehículo en 15 segundos. La recarga se puede realizar con la batería en el vehículo o fuera del vehićulo.

### Transmisión
Los pedales disponen de transmisión manual al puño de 9 velocidades sincronizadas + caja de transferencia en el pedalier con Overdrive y reductora.
El motor eléctrico dispone del sistema Direct Drive sin marchas.

### Chasis, suspensiones, neumáticos y frenos
El chasis es de aleación ligera de aluminio monoviga con espina central.
El basculante es mono-shock de aleación ligera de aluminio.
Los frenos delanteros son de disco de Ø 203 mm con pinza de 4 pistones.
Los frenos traseros son de disco de Ø 203 mm con pinza de 2 pistones.
La suspensión delantera es de horquilla telescópica invertida con regulación de precarga de muelle e hidráulico en extensión con un recorrido 180 mm.
La suspensión trasera es un monoamortiguador mono-shock de aluminio con depósito separado. Regulable en precarga de muelle hidráulico en compresión y extensión. Tiene un recorrido de 217 mm.
Los neumáticos son Off Road Tyre 24x3" [507-75 ERTRO].

### Dimensiones
La longitud es de 1857 mm.
La distancia entre ejes es de 1200 mm.
La altura al asiento va de 1003 mm a 1122 mm.
La anchura es de 760 mm.
El peso sin batería es de 31,5 kg y con batería es de 39,5 kg.
La capacidad de carga es de 100 kg.

### Comodidad
El sistema de arranque no tiene llave (keyless) y se realiza por medio de pulsera o tarjeta con el sistema NFC.